# المركز الوطني لمعلومات التقانة الحيوية

شعار المركز الوطني لمعلومات التقانة الحيوية

المركز الوطني لمعلومات التقانة الحيوية أو المركز الوطني للمعلومات التقنية الحيوية (بالإنجليزية: National Center for Biotechnology Information)‏ أو (NCBI) هو جزءا من المكتبة الوطنية للطب في الولايات المتحدة (NLM) المتفرعة عن معاهد الصحة العالمية. يقع مقر المركز الوطني لمعلومات التكنولوجيا الحيوية في بيثيسدا، ميريلاند()
وقد تم تأسيسه عام 1988 من خلال التشريع الذي دعمه السيناتور كلود بيبر. حيث يضم المركز بيانات الجينات المتسلسلة في بنك الجينات وفهرسا للمقالات البحوث الطبية الحيوية في كل من ببميد سينترال ببمد سنترال وببميد ببمد، فضلا عن معلومات إضافية متعلقة بالتقانة الحيوية. وجميع هذه البيانات متوفرة على شبكة الإنترنت من خلال محرك بحث إنتريز أو أنتريه.
يدير ديفيد ليبمان المركز الوطني لمعلومات التقانة الحيوية، وهو أحد المؤلفين الأصليين لبرنامج التوافق المتسلسل بلاست أو بلاست (برمجية)، كما أنه شخصية مرموقة على نطاق واسع في مجال المعلوماتية الحيوية. إضافة إلى ذلك، يدير ديفيد برنامجا للبحوث الجماعية، من ضمنها مجموعة يرأسها ستيفن آلتشول (وهو مؤلف مشارك في بلاست أيضا)، وديفيد لاندزمان ويوجين كونين (المؤلف الكثير الإنتاج في مجال علم الجينات النسبية).

## بنك الجينات
تولى المركز الوطني لمعلومات التقانة الحيوية مسؤولية إتاحة معرفة قاعدة البيانات المتسلسلة للحمض النووي حمض نووي ريبوزي منقوص الأكسجين في بنك الجينات منذ عام 1992. حيث ينسق بنك الجينات عمله مع المخابر الفردية وقواعد البيانات المتسلسلة الأخرى مثل المختبر الأوروبي للبيولوجيا الجزيئية أو (EMBL) وبنك اليابان لبيانات الحمض النووي أو (DDBJ).
تطور المركز الوطني لمعلومات التقانة الحيوية منذ عام 1992 لتقديم قواعد أخرى للبيانات إضافة إلى بنك الجينات. حيث يزود المركز الوراثة المندلية البشرية عبر الإنترنت، وقاعدة بيانات النمذجة الجزيئية (هياكل البرويتن ثلاثية الأبعاد)، قاعدة بيانات تعدد أشكال النكليوتيدات الفردية ‏ وقاعدة بيانات تعدد أشكال النوكليوتيدات المفردة، مجموعة الجينات البشرية الفريدة المتسلسلة وخريطة جينات المورث الإنساني، متصفح التصنيف، فضلا عن أنه ينسق أعماله مع المعهد الوطني للسرطان للقيام بمشروع تحليل الجينات المسرطنة. كما خصص المركز الوطني لمعلومات التقانة الحيوية معرفا مميزا (عبر علم تصنيف الأنواع الذي يعتمد على رقم الهوية) من أجل كل صنف للكائنات الحية.
هذا ويمتلك المركز أدوات برمجية تتيح إمكانية التصفح من خلال استعراض WWW أو من خلال FTP. على سبيل المثال، فإن بلاست (برمجية) هو برنامج بحث تسلسلي مشابه، حيث بإمكانه مقارنة التسلسل عبر قاعدة بيانات الحمض النووي لبنك الجينات في أقل من 15 ثانية.

## رف كتب المركز الوطني لمعلومات التقانة الحيوية
إن رف كتب المركز الوطني لمعلومات التقانة الحيوية أو رف كتب نكبي عبارة عن مجموعة من النسخ المتوفرة مجانا والقابلة للتحميل على شبكة الإنترنت من الكتب المختارة في المجال الطبي الحيوي. حيث أنه ابتداء من شهر آذار مارس 2006، احتوى رف الكتب على 55 عنوانا لكتب تغطي مجالات تتراوح بين علم الأحياء الجزئية والكيمياء الحيوية وعلم حياة الخلية، فضلا عن علم الوراثة وعلم الأحياء الدقيقة، عرض لمرضين من وجهتي نظر جزيئية وخلوية، ومقاييس للبحث، إضافة إلى علم الفيروسات. بعض الكتب عبارة عن نسخ إلكترونية متاحة على شبكة الإنترنت لكتب سبق أن تم نشرها، بينما بعضها الآخر، مثل (كتاب) كوفي بريك Coffee Break (book) فقد كتب وعدل من قبل فريق المركز الوطني لمعلومات التقانة الحيوية. هذا ويعتبر رف الكتب مكملا لمخزن انتريز باميد أو ببمد لمنشورات الملخصة في محتويات رف الكتب ذاك والتي تقدم وجهات النظر المؤسسة في مناطق الدراسة المستنبطة وتمثل محيطا يمكن إدراكه للعديد من مقالات الأفراد المتباينة حول الأبحاث المقررة.

## وصلات إضافية
- الصفحة الرئيسية للمركز الوطني لمعلومات التقانة الحيوية
- مكتبة الطب الوطنية
- المعهد الوطني للصحة